# 博白计生事件
博白计生事件，是指2007年5月发生于中国广西玉林博白县，因不满当局计划生育人员粗暴执法而引发的多个乡镇群众围堵乡镇政府事件。

## 事件起因
在玉林市政府召开的记者通报会上，政府认为事件是因计划生育执法人员向博白县顿谷镇一名超生户李某征收“社会抚养费”，李某拒绝缴交，执法人员于是“暂扣押其部分经营商品”所引发的。。此前，执法人员已到各个乡镇村庄进行不缴费就扣押居民家中家电的操作，冰箱电视机成为了重点对象，有时电饭锅也不能幸免，更有破门而入的景象，为此有些村庄在路口用松树竹竿建起了护村栏栅，民愤由来已积。有报道认为深层因素在于，在今年2月初召开的广西计生大会上，博白县因超生问题严重而被上级警告。 2月25日，博白出台计生整改方案，要求向1980年以后的超生群众征收「社会扶养费」，并仅给予3天的缴纳期。据内部人士透露，为此，该县所有公务员被要求在今年8月底前，每人都要完成一例妇女结扎和征收社会抚养费500元以上的指标。根据该指标，执法人员一到各个村庄，妇女疯狂外逃，跑到深山跑躲起来，看到家里有小孩该尿布的，执法人员更是会蹲点踩点抓捕妇女结扎，有抵抗不力的逃不过也被强行摁地抓走去结扎。 当地博白官员认为这造成了人人自危，于是执法工作出现扭曲。 于是，这就造成了当地民众的反弹，最终引发该事件。

## 事件发展
5月17日，博白县顿谷镇300多名群众围堵在镇政府门口，其中有人袭击政府工作人员和民警；18到19日，又有六个乡镇接连发生围堵政府事件，一些乡镇最严重的时候聚集了近3000人，肇事者破坏、烧毁数辆汽车、摩托车和部分文件档案，并砸坏政府大门、围墙及办公设备。。顿谷、永安、沙陂、水鸣、大垌、那卜、英桥等七个乡镇政府机关，先后被群众围堵冲击，甚至出现了打、砸、抢、烧等行为，“围观”群众最多时达到2000人左右。。
5月23日左右，当地博白政府宣布已经平息。博白县当地政府宣布群众事件已经平息，共有二十八人涉嫌串联、教唆并参与打砸的人员被警方拘留。。 

## 影响
2007年5月，受博白计生事件影响，容县灵山、黎村、杨梅三镇发生民众围攻镇政府事件，并引发强烈冲突。